# Tachū Naitō
Tachū Naitō (内藤 多仲 Naitō Tachū) (12 giugno 1886 – 25 agosto 1970) è stato un architetto, ingegnere e professore giapponese.
Fu il padre dei progetti a prova sismica e il progettista di molte torri per le telecomunicazioni e l'osservazione, tra cui la Tokyo Tower.